# Каплиця святого Миколая (Гаївка)
Каплиця Святого Миколая Чудотворця— православна (УПЦ МП) каплиця у селі Гаївка Шацького району на Волині.
Капличка Святителя Миколая Чудотворця, реконструйована з будиночка чергового приміщення, знаходиться при в'їзді в село Гаївка. 22 травня 1998 року вона була освячена благочинним Любомльської округи прот. Василієм Мельничуком. Настоятель церкви Святої Анни села Мельники прот. Петро Границький служить у капличці вечірні з акафістами і молебні, а на свято Святителя Миколая, з благословення владики, служиться Божественна літургія. Приходять до каплички не тільки місцеві жителі, а й відпочивальники, які приїжджають лікуватись тілесно, і отримують ще й духовне зцілення.